# Плосконос Ігор Миколайович
І́гор Микола́йович Плосконо́с (29 квітня 1959, місто Павлоград, Дніпропетровська область — 8 липня 2013) — радянський та український військовик, Герой Радянського Союзу генерал-майор (08.1998), голова Державного комітету України у справах ветеранів(14.02.2007 — 16.06.2011).

## Життєпис
Народився 29 квітня 1959 року (місто Павлоград, Дніпропетровська область) в сім'ї службовця.
Народний депутат України 12(1) скликання з 03.1990 (1-й тур) до 04.1994, Тростянецький виборчій округ № 353, Сумська область. Секретар Комісії з питань оборони і державної безпеки.
- З 1974 — суворовець, Київське суворовське військове училище.
- З 1976 — курсант, Бакинське вище загальновійськове училище.
- З 1980 — командир парашутно-десантного взводу, Далекосхідний Військовий Округ, м. Благовєщенськ.
- З 1981 — командир роти, Афганістан.
- З 1984 — командир навчального мотострілецького батальйону, Туркестанський Краснознаменний Військовий Округ.
- З 1985 — слухач, Військова академія імені М. В. Фрунзе.
- З 1988 — начальник штабу, командир мотострілецького полку Південної групи військ, Угорщина.
- З 1990 — командир мотострілецького полку, Київський та Одеський Військовий Округ, смт. Черкаське Дніпропетровської області.
- 10.1994-07.1996 — завідувач відділу з питань оборони та військово-мобілізаційної роботи[5], потім — заступник завідувача відділу з питань оборони,
- 06.1998-02.2000 — заступник начальника Управління з питань оборонно-мобілізаційної роботи та правоохоронних органів, завідувач відділу з питань оборонно-мобілізаційної роботи Кабінету Міністрів України[6].
- 02.2000-04.2003 — заступник начальника Управління експертизи та аналізу оборонно-мобілізаційної роботи, діяльності правоохоронних органів і органів юстиції Секретаріату Кабінету Міністрів України[7][8].

Могила Ігора Плосконоса

Помер 8 липня 2013 року. Похований в Києві на Байковому кладовищі (ділянка № 52а).

## Нагороди
- Герой Радянського Союзу (15.11.1983).
- Орден Леніна,
- Орден Червоної Зірки.
- Почесна Грамота Президії ВР СРСР «Воїну-інтернаціоналісту».
- орден «За заслуги» III ступеня[9]